# Беларуска партия на левицата "Справедлив свят"
Беларуската партия на левицата „Справедлив свят“ (на беларуски: Беларуская партыя левых „Справядлівы свет“) е политическа партия в Република Беларус. Към 1 март 2007 г. в нея членуват 3128 души.
Политическата партия е в опозиция с режима на президента Александър Лукашенко. Членовете на партията остро критикуват Лукашенко.

## История
Основана е през 1991 г. вследствие прекратяването дейността на беларуската секция на КПСС. През 1996 г. част от членовете ѝ, поддържащи политиката на президента Александър Лукашенко, се отделят от партията, образувайки пропрезидентската Комунистическа партия на Беларус.
|  | Тази страница частично или изцяло представлява превод на страницата „Белорусская партия левых „Справедливый мир““ в Уикипедия на руски. Оригиналният текст, както и този превод, са защитени от Лиценза „Криейтив Комънс – Признание – Споделяне на споделеното“, а за съдържание, създадено преди юни 2009 година – от Лиценза за свободна документация на ГНУ. Прегледайте историята на редакциите на оригиналната страница, както и на преводната страница, за да видите списъка на съавторите. ВАЖНО: Този шаблон се отнася единствено до авторските права върху съдържанието на статията. Добавянето му не отменя изискването да се посочват конкретни източници на твърденията, които да бъдат благонадеждни. |